# Kiss Károly (költő)
Kiss Károly (Makó, 1930. augusztus 22. – Budapest, 1998. december 8.) magyar költő, műfordító, publicista.

## Életpályája
Szülei Kiss Károly és Szánthó Erzsébet voltak. 1940 és 1943 között az Árpád Gimnázium diákja volt. 1947-ben másfél, 1959-ben pedig három és fél év börtönre ítélték államellenes szervezkedés vádjával. 1951–1953 között a Népművészeti Intézet szerkesztője volt. 1952–1955 között a Szabad Ifjúság és a Népszava munkatársa volt. 1956–1957 között a Kábel- és Műanyaggyár üzemi lapszerkesztője volt, de elbocsátották. 1961–1963 között a Villért áruforgalmi, oktatási előadója volt. 1962–1964 között az egri Gárdonyi Géza Színház dramaturgja volt. 1963–1965 között, valamint 1973–1987 között a Magyar Nemzet munkatársa, majd főmunkatársa volt. 1964-től állástalan volt. 1969-ben végzett a Marx Károly Közgazdaságtudományi Egyetem szociológia szakán. 1969–1972 között a Postánál volt szociológus. 1987-ben nyugdíjba ment. 1987–1988 között a Budapest főszerkesztője volt. 1989–1992 között a Híd főszerkesztője volt.

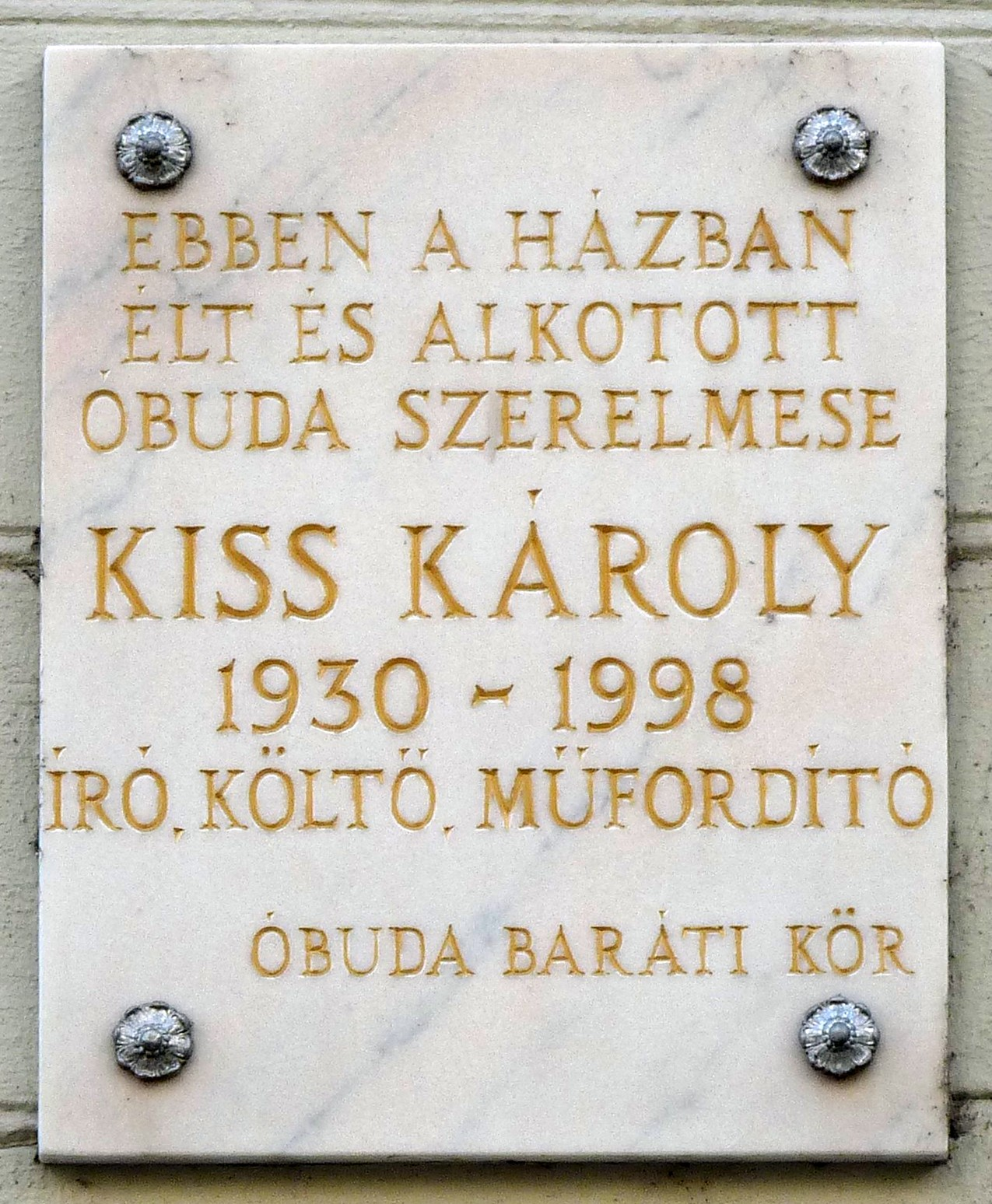
Kiss Károly emléktáblája Budapesten, a III. kerületben

## Munkássága
1952-ben részt vett az Új termés antológiában, ahol Csoóri Sándorral, Eörsi Istvánnal együtt síkra szállt "a formalizmus sematizmusa" ellen. Műfordításai a kelet-európai népek folklórját dolgozzák fel; publicisztikájában a pusztuló történelmi, népművészeti emlékeink védelméért küzdött.
2014-ben Óbuda-Békásmegyer önkormányzata posztumusz „Pro Óbuda” díjban részesítette, amiért lokálpatriótaként „írásaival, előadásaival nagyban hozzájárult a városrész kétezer éves múltjának megőrzéséhez”.

## Művei
- Karagőz, a bűvös varázsló (Rosda Endrével, 1953)
- Zrínyi énekek (Ortutay Gyulával, 1956)
- Hunyadi énekek (Vujicsics D. Sztojánnal, 1956)
- A koszovói lányka (Vujicsics D. Sztojánnal], 1957)
- A katonahitves siralmai (1958)
- Minden hatalmat! (1970)
- Lenin évszázada. Három oratorikus műsor (1973)
- Mohács emlékezete (Katona Tamással, 1976)
- Ebek harmincadján (cikkek, 1982)